# Жанатилек
Жанатилек (каз. Жаңатілек) — село в Баянаульском районе Павлодарской области Казахстана. Административный центр Жанатилекского сельского округа. Находится в 286 км к юго-западу от Павлодара, в 56 км к юго-западу от Баянаула. Код КАТО — 553641100.

## История
В селе находится памятник истории республиканского значения — мазар известного народного акына и композитора Жаяу Мусы.
Название села происходит от бывшего колхоза «Жана-Тилек» (новое желание, стремление), что символизировало после Октябрьской революции устремление к новой жизни. Бывшая центральная усадьба овцеводческого совхоза имени 40 лет Октября, образованного в 1958 году на базе части земель совхоза «Алексеевский».

## Население
В 1985 году в селе жили 1840 человек. В 1999 году население села составляло 1553 человека (783 мужчины и 770 женщин). По данным переписи 2009 года, в селе проживало 1197 человек (581 мужчина и 616 женщин).